# 24665 Tolerantia
24665 Tolerantia (1988 RN3) là một tiểu hành tinh vành đai chính được phát hiện ngày 8 tháng 9 năm 1988 bởi F. Borngen ở Tautenburg.